# Kommando de Warberg
Le Kommando extérieur de Warberg est une unité de travail forcé dépendant du camp de concentration de Neuengamme et mise à la disposition de la SS pour construire un local de bureaux.

## Création
Le 5 juin 1944, huit détenus précédemment affectés au Kommando extérieur Brunswick-Truppenwirtschaftslager (magasins de l'armée) sont transférés à Warberg (près de Helmstedt, au sud-est de Brunswick). Ils doivent y construire une baraque servant de bureau.
Ils sont logés au rez-de-chaussée, dans une pièce grillagée, et placés sous la responsabilité du chef du Kommando, Schnitzler, et du chef de chantier Laun. Ils sont gardés par trois agents de police,.

## Réintégration
Le 8 janvier 1945, une fois la construction achevée, les détenus sont probablement transférés au Kommando extérieur de Verden.